# Lago Cross (Manitoba)
O lago Cross é um lago localizado em Manitoba no curso do rio Nelson, a norte do lago Winnipeg. É um lago muito longo e estreito que se estende ao longo de 40 km na orientação leste-nordeste. 
O rio Nelson entra e sai pelo lado oeste do lago, enquanto o rio Minago entra no lago pela margem ocidental.
Este lago tem uma área coberta por água de 590 km2 e uma área total de 755 km2 incluindo as ilhas.